# Джийн Харлоу
Джийн Харлоу (на английски: Jean Harlow), родена Харлийн Харлоу Карпентър (на английски: Harlean Harlow Carpenter) е американска актриса, кинозвезда и секссимвол от 1930-те години. Тя е известна със своите роли на „лошото момиче“ и също е била една от главните секс симоволи на ранните 30-те години и от определящите фигури на pre-Code ерата на американското кино. Заради цвета на косата ѝ я наричат „платинова блондинка“ и „блодинка сексбомба“. Тя е първата холивудска звезда с този прякор. На екрана играе чувствени жени с ярка сексуална привлекателност, фаталната жена. Женена е 3 пъти, вторият ѝ съпруг се самоубива само два месеца след сватбата им. Кариерата на Харлоу продължава само едва 9 години, но тя успява да се превърне в една от най-големите холивудски кино звезди, чийто публичен имидж остава във времето. През 1999 г. Американският филмов институт включва Харлоу под Номер 22 в класацията на най-големите жени звезди на класическото холивудско кино. Тя става модел за подражание на модерната жена и се води за една от първите феминистки някога. Тя вдъхновява Мерилин Монро, Джейн Мансфилд и др.
Тя първо е наета от известния бизнес магнат Хауърд Хюз най-напред за филма „Ангели на ада“ (1930), а след това „Обществен враг“ (1931) и „Платинената блондинка“ (1931). След серия от слабо оценени филми от критиката Хюз губи интерес в нейната кариерата и през 1932 г. тя сключва контракт с MGM. Те и дават главните роли, които стават големи хитове заради комедийния и талант във филмите: „Червенокосата жена“ (1932), „Червен прах“ (1932), „Вечеря в осем“ (1933), „Безрасъдна“ (1935) и „Сузи“ (1936). Популярността на Харлоу достига и дори надминава тази на най-касовите жени на MGM Джоан Кроуфърд, Грета Гарбо и Норма Ширър. На върха на славата си, Джийн Харлоу умира от бъбречна недостатъчност на двадесет и шест години по време на снимките на „Саратога“. MGM завършват филма, използвайки дублори по-малко от 2 месеца след смъртта и. Продукцията става най-успешният филм на MGM за 1937 г., както и най-успешният филм на платинената блондинка някога.

## Ранен живот
Харлоу, родена Харлийн Харлоу Карпентър в къща на адрес 3334 Olive Street в Канзас Сити, Мисури.
Баща ѝ Монт Клеър Карпентър (1877 – 1974), син на Ейбрахъм Л. Карпентър и Дианна, е зъболекар, който завършва денталното училище в Канзас Сити. Той е бил от семейство от средна класа. Майката на Харлоу, Джийн По Карпентър (1891 – 1958), е била дъщеря на богат брокер на име Скип Харлоу и неговата съпруга Ела Харлоу. През 1908 Скип Харлоу омъжва дъщеря си за Монт Клеър Карпентър. Тя тогава е била малоетна и се е чувства нещастна в брака си.
Харлийн е била наричана ''Бебето''(на англ ''the baby''), прякор, който остава до края на живота и''. Тя разбира истинското си име едва, когато става на пет години, когато нейните съученици в девическото училище Мис Барстоу използват името ѝ. ''Тя е само моя!'' казва Мама Джийн за дъщеря си в интервюта. Джийн Карпентър остава позната като ''Мама Джийн'', когато Харлийн става звезда, като Джийн Харлоу.
Когато Харлийн още е в девическото училище в Канзас сити, майка ѝ подава молба за развод. На 29-ти септември 1922, разводът става официален, като се дават пълни права на Мама Джийн върху малката Харлийн. Въпреки че Харлийн е обичала баща си, тя не се е виждала с него често след раздялата на родителите си.
През 1923 34-годишната Джийн Карпентър взима дъщеря си и се премства в Холивуд с надеждата да стане актриса, но филмовите продуценти и казват, че е твърде стара, за да започне филмова кариера. Харлийн е записана в Холивудското девическо училище, където се среща с Дъглас Феърбанкс младши и Айрийн Мейър Селзник, но напуска на 14-годишна възраст през пролетта на 1925.
Поради финансови затрудения, Джийн и Харлийн се връщат в Канзас сити след като Скип Харлоу поставя ултиматум, че няма да даде наследсвото на дъщеря си, ако не се върне обратно. Няколко седмици по-късно Скип праща внучката си на летен лагер в Кемп Ча-Тон-Ка в Мичигън, където се разболява тежко от скарлатина. Джийн Карпентър пътува до Мичигън, за да се погрижи за Харлйн, прекосявайки цяло езеро с лодка и гребло, но при все това не бива допусната до дъщеря си.
След това Харлийн посещава училище Фери Хол (днес Лейк Форест Академи) в Лейк Форест, Илинойс. Причината поради, която тя е била в това училище, е защото е близо до дома на гаджето на Мама Джийн, Марино Бело.

## Брак с Чък Макгрю
По време на първата година на Харлийн в училището в Чикаго, тя бива запозната с 19-годишния Чарълз Фремонт МакГрю III, наследник на голямо богатсво. До есента на 1926 Харлийн и Чък се срещат много често и се женят през 1927. Мама Джийн също се жени същата година за Марино Бело на 18ти януари. Обаче Харлийн не посещава нейната сватба.
През 1928 два месеца след сватбата Чък Макгрю става на 21 и получава част от наследсвото си. Двойката напускат Чикаго и се местят в Лос Анжелис, отсядайки в дом в Бевърли Хилс, където Харлийн става част от хайлайфа. МакГрю се надява да отдаличи жена си от майка си с тази си стъпка. Нито Харлийн, нито Чък работят по това време и двамата са били считани за тежки алкохолици. Въпреки това става ясно, че Харлийн само прави компания на съпруга си, докато той пие толкова сериозно, че на една Коледа на него му трябва 2 дена да изтрезнее напълно.

## Кариера

### 1928 – 1929: Работа като статист
Докато живее в Лос Анджелис, Харлийн се сприятелява с млада амбициозна актриса на име Розали Рой. Понеже няма кола, Розали моли Харлийн да я заведе до Фокс Студиос поради ангажимент. Докато чака Розали. Харлийн е забелязана от изпълнителни директори на Фокс, които се обръщат към нея с покана да се запише на кастинг, но тя им казва, че няма интерес. Въпреки това Харлийн получава приветстващо писмо от Сентръл Кастинг. Няколко дни по-късно Розали се обзалага с Харлийн, че тя няма смелостта да отиде на кастинг. Нежелеаеща да загуби облога и притисната от ентусиазиранта си майка, която впоследствие последва дъщеря си в Лос Анджелис, Харлийн отива в Сентръл Кастинг и се регистрира с името на майка си, Джийн Харлоу.
След няколко обаждания от кастинга и няколко отхвърлени работни оферти от Харлийн, Мама Джийн най-накрая я притиска да приеме работата в студиото. Първата роля на Харлийн е във филма Honor Bound (1928) като неупомената статистка със заплата от 7$ на ден и кутия със закуска. След това надницата и се увеличава на 10$ и тя започва да получава малки часдти във филми като Moran of the Marines (1928) и филма на Чарли Чейс Chasing Husbands (1928). През декември 1928, Харлийн вече позната като Джийн Харлоу подписва 5-годишен договор с Хал Роуч студиос за 100$ на седмица. Тя получава малки роли през 1929 в кратките филми на Лорел и Харди: Double Whoopee, Liberty и Bacon Grabbers.
През март 1929, тя се отделя от Хал Роуч, който разкъсва договора и след като Харлоу му казва: ,,Тази работа ми разваля брака, какво мога да направя?'' През юни 1929 Харлоу се разделя със съпруга си и се премества да живее с майка си Джийн и Марино Бело. След раздялата си с Чък, Харлоу продължава работа като статист във филми като This Thing Called Love, Close Harmony и The Love Parade (всички през 1929) докато не и се предлага първата роля във филм с говроене във филма на Клара Боу The Saturday Night Kid. Харлоу се развежда със съпруга си през 1929 и прави аборт на детето си от него. Счита се, че майка и я притиска отново, казвайки ѝ ,,детето може да чака бейби, но не и кариерата''.

### 1929 – 1932: Платинена блондинка и звезда
През късната част на 1929, Харлоу е забелязяна от Бен Лион, актор, който снима филма на Хауър Хюз Ангели на ада. Друг, който я забелязва е операторът Артър Ландау, който я препоръчва на Хюз. Хюз тогава е презаснимал всички филми без звук със звук и се е нуждаел от актриса, която да замести Грета Нисен, чийто норвежки акцент е бил неподходящ за героя ѝ. Харлоу минава скрийнтест за Хюз, който ѝ дава частта. Тя подписва с него 5-годишен договор за 100$ на седмица на 24ти октомври 1929. По време на снимки Харлоу се запознава с MGM изпълнителен директор на име Пол Бърн.
,,Ангелите на ада'' прави своята премиера в Холивуд в Китайския театър на Грауман на 27ми май 1930 и става най-касовият филм същата година, надминавайки дори и дебюта на Грета Гарбо в така наречените ''токита'' в Ана Кристи. Ангелите на ада превръща Харлоу в световно-известна звезда. Въпреки че е била популярна сред публиката, критиците са били по-малко от ентусиазирани. The New Yorker я наричат ''просто ужасна', въпреки това списание Variety казват, че няма значение колко талант тя притежава, защото никой досега не е притежавал това което тя има''
Въпреки големия успех на Ангели на ада, Харлоу отново става статист във филма на Чарли Чаплин ''Градски светлини''(1931), но нейната сцена не бива включена във филма. Без никакви други проекти планирани за Харлоу по това време, Хюз решава да я прати в Ню Йорк, Сиатъл и Канзас сити за премиерите на Ангелите на ада там. През 1931 неговата компания я дава на заем на други студия, където тя привлича допълнително внимание във филмите The Secret Six с Уолъс Биъри и Кларк Гейбъл; и The Public Enemy с Джеймс Кегни. Въпреки че филмите са били сравнително успешни дори и някои хитови, актьорските умения на Харлоу стават обект на подигравки от критиците за пореден път. Хюз я праща на кратък рекламен тур за да издигне кариерата ѝ, но това не придобива успех, защото Харлоу е ненавиждала да прави такъв тип изяви.
Харлоу за кратко излиза с мафия боса Абнър Цвилмън, който и купува скъпа гривна с бижута и червен Кадилак, и дава голяма сума на Хари Коун, за да се даде на Харлоу роли в два филма в Колумбиа Пикчърс. Връзката им приключва вероятно след като тайни записи се появяват, където Цвилмън говори на други мафиоти за нея с груби и обидни думи.
Колумбия първо я вкарва във филма на Франк Капра с Лорета Йанг, оригинално кръстен ,,Галагър''. но след това прекръстен на ,,Платинената блондинка'', за да акцентира на рекламата на Хюз на платинения цвят на Харлоу. Въпреки че Джийн е отричала косата да ѝ е била избелвана, цветът на косата ѝ се постигал чрез ежеседмично ипзолзване на амоняк, белина Клорокс и сапун Лукс. Много фенки започват да си боядисват косата, за да постигнат нейния цвят на косата. Впоследствие Хюз организира клуб на Платинените блондинки в САЩ и е предлагал на всеки фризьор 10 000$, който успее да постигне нюанса на Джийн Харлоу. Никой не успява да спечели конкурса, но стратегията на бизнес магнатът успява и така се създава прякорът на Харлоу ''Платинената блондинка''. Вторият ѝ филм за Колумбия е Three Wise Girls (1932), с Мей Кларк и Уолтър Байрън.
Пол Бърн след това успява да вземе на заем Харлоу за филма на MGM Звярът на града (1932) с Уолтър Хюстън. След снимките на филма, Бърн резервира 10-седмичен рекламен тур на източното крайбрежие. За изненада на много, най-вече за самата Харлоу, тя е пълнела залите на всеки театър в който се е появявала. Често тя се е появявала в един и същи театър няколко вечери подред. Въпреки ниските оценки от критиката и слабите ѝ роли, популярността на Харлоу и последователи нараствали значително и през февруари 1932, турът се увеличава с 6 седмици.
Според Фей Рей, която играе Ан Дароу в Кинг Конг (1933), Харлоу е била оригиналният избор за ролята на крещящата блондинка, но е била под ексклузивния договор на MGM по време на предварителната продукция на филма и частта отива при Рей, а брюнетката трябва да носи руса перука.
Когато мафиотът Бенджамин ''Бъгси'' Зийгел идва в Холивуд да разшири веригата си казинат, Харлоу става неофициалната кръстница на най-голямата му дъщеря Милисент, когато семейството се мести в Бевърли Хилс.

### 1932 – 1937 Успешна актриса в MGM
Пол Бърн е тогава вече в по-сериозна връзка с Харлоу и говори с Луи Б. Мейър да откупи договра ѝ с Хюз и да подпише с MGM, но Мейър отхвърля предложението. Актрисите на MGM според Мейър са представени като елегантни, а имиджа на Харлоу определено не е бил такъв. След това Бърн започва да убеждава своя близък приятел Ървинг Толбърг, главен продуцент в MGM, да вкара Харлоу, подчертавайки колко е популярна със своя вече изграден имидж. След дълго несъгласие Толбърг се преклонява и на 21-вия рожден ден на Джийн, 3-ти март 1932, Бърн ѝ съобщава добрите новини, че MGM е откупил договора ѝ за $30 000. Харлоу официално се присъединява в студиото на 20-ти април 1932.
В MGM Харлоу получава по-главни роли, за да покаже външния си вид повече и комедийния си талант. Въпреки промянта на персоната, нейният хумор остава същият. През 1932 тя участва в комедията ,,Червенокосата жена'' за която тя получавала $1,250 на седмица. Това е първият филм, в който тя се доказва като истинска актриса. Филмът е един от малкото ѝ, в които тя не участва с платинено-русата си коса, а за тази си роля тя носи червена перука. Докато Харлоу е снимала филма, актрисата Анита Пейжд я подминава в студиото без да я разпознае. След това Джийн ѝ разказва, че това подминаване я е разплакало докато не поглежда себе си в огледалото, което тотално я разсмива, осъзнавайки защо е била неразпознаваема. ,,Това трябва да ви покаже колко чувствителна беше тя'' казва Пейдж. ,,Тя беше очарователен човек по толкова много начини''.
След това тя участва в Червен прах, нейният втори филм с Кларк Гейбъл. Харлоу и Гейбъл общо правят 6 филма заедно. Тя също участва няколко пъти и със Спенсър Трейси и Улиям Пауъл. MGM започват да отличават екранната персона на Харлоу от личния ѝ живот, като започват да публикуват информация за актрисата като например, че често срещаната ѝ фамилия Карпентър реално е ''Carpentiér'', че има родствена връзка с писателя Едгар Алън По и публикуват снимка, където Харлоу се занимава с благотворителност, за да докажат, че тя не е това, което играе пред екрана. За съжаление това се оказва сложно след като Харлоу бива чута да си мърмори: ,,Боже мой, трябва ли винаги да нося къси рокли, за да бъда важна?''
По време на снимане на Червен прах, Бърн, нейният съпруг от два месеца, е намерен мъртъв в дома им; това създава огромен скандал, който завинаги остава трайно в историята на Холивуд. Първоначално Харлоу е заподозряна за убийството на Бърн, но смъртта официално се определя като самоубийстово с пистолет. Луи Б. Мейър се страхувал от негативния отзвук на хората и планирал да замести Харлоу с актрисата Талула Бенкхед за филма. Актрисата отхвърля предложението, която даже показва своите адмирации за силата и смелостта, която Харлоу притежавала да преудолее всичко това. Обаче в биография на Бърн се говори, че той е бил убит от законната си съпруга Дороти Милет, която се самоубива няколко дни след смъртта му. За съжаление никой не знае какво се е случило и това остава една от най-големите холивудски мистерий някога.
След смъртта на Бърн Харлоу започва афера с боксьорът Макс Беър, който се е разделил със съпругата си Дороти Дънбар. Тя го заплашва, че при официалния им развод ще посочи Харлоу като главната причина за раздялата им. След скандала с Бърн MGM не искат още един и за да спасят положението, те я омъжват с оператора Харолд Росон. Росон и Харлоу са били приятели и Росон просто се съгласил да участва в схемата. Те тайно се развеждат след 8 месеца.
До 1933, MGM осъзнават стойността на дримтийма на Харлоу и Гейбъл и ги събират отново във филма Hold Your Man през 1933, който също става касов филм. Също така Харлоу участва същата година като непокорната жена на Уалъс Биъри в една от най-препоръчваните класики на старото кино "Вечеря в осем". След това участва същата година в комедията Bombshell с Лий Трейси и Франчо Тон. Филмът се предполага,че пресъздава живота на Харлоу или този на секс символът на 20-те години Клара Боу.
На следващата година тя участва с Лайонел Беримор и Франчо Тон във филма "Момичето от Мисури" (1934). Филмът е бил опит на MGM да смекчат имиджа на Харлоу, но навлиза нова цензура, която създава проблеми по време на продукция.
След хитовият филм Hold Your Man, MGM отново събират Харлоу и Гейбъл във филма China Seas (1935) с Уалъс Биъри и Розалинд Ръсел; и Wife vs. Secretary (1936), с Мърна Лой и Джеймс Стюърт. Впоследствие Стюърт споделя, че в сцена с Харлоу трябвало да се целунат, а той постоянно обърквал сцената, за да продължава да се целува с нея. Той признава, че никога не е бил целуван, докато не е бил целунат от Джийн Харлоу.
Харлоу често е била гласувана като най-касовата актриса в САЩ от 1933 нататък. Даже успява да надмине свои колежки по популярност. До средата на 30-те Харлоу става една от най-големите американски звезди и следващата Грета Гарбо. Славата на Джийн продължавала да расте, докато тази на другите актриси на MGM спадала като Грета Гарбо, Джоан Кроуфърд и Норма Ширър. Харлоу продължавала да прави големи печалби дори и по време на депресията.
След третия ѝ брак през 1934 тя се запознава с Уилям Пауъл, с които бързо се влюбват. Източници сочат, че те са били сгодени, но тук информацията се разминава заради личните страхове на Пауъл от първия му брак с Карол Ломбарт, което ги възпира да обявят статута си като двойка. Пауъл казва: ,,Не мога да се оженя за човек с когото половината Америка иска да си легне''. Даже Харлоу забременява за втори път, но прави аборт, защото е било греховно по онова време да имаш дете от човек, с когото не си сключил брак. За да се възползват от популярната им връзка тогава, MGM решават да ги вкарат във филма Безрасъдна (1935), който е мюзикъл, замествайки актрисата Джоан Кроуфърд, която след като разбира това казва: ,,Аз мога да играя като по-добра проститутка от Харлоу всеки ден от годината''. Впоследствие става ясно, че Харлоу поради липсата на танцови и певчески умения и поради поради факта, че сцена от филма се препокрива с драмата на Пол Бърн. е отказала първоначално да участва във филма, но след заплаха от уволнение се склонява да участва, въпреки че никога не е отказвала роля до него момент. Гласът и бива дублиран от умелата певица Вирджиния Верил.
Друг проблем, който се появява е свързан с косата на Джийн Харлоу. След дългогодишно избелване косата на Харлоу започва да оредява и да пада. За решение на проблема се използва масло, с което ѝ намазват косата. За да прикрият оплешивяването ѝ тя започва да носи перука, докато не ѝ се възстановява косата. Тя носи перука в Reckless (1935), China Seas (1935) и Riff Raff (1936).
През 1936 тя участва в Riff Raff, където тя успешно прави своя преход от платинена блондинка към брюнетка. Участва и в Сузи, където тя играе главната роля заедно с Кери Грант и Франчо Тон. Докато критиците отбелязват как Харлоу доминира във филма, филмът придобива и касов успех. След това излиза световния хит Libeled Lady (1936) с Уилям Пауъл и Мърна Лой, в който критиката аплодира комедийния талант на Харлоу. След това тя снима комедията на В.С. Ван Дюк Personal Property (1937) с Робърт Тейлър. Това бива последната завършена продукция на Харлоу в киното.
Също така през май 1936 Харлоу официално се преименува от Харлийн Харлоу Карпентър – МакГрю, Бърн, Росон на Джийн Харлоу, защото ,,така хората главно я познават''.

## Заболяване и смърт
През януари 1937, Харлоу и Робърт Тейлър отътуват към Вашингтон Д.С. , за да участват в благотворителните дейности на рождения ден на Франклин Д. Рузвелт. Пътуването физически се отразило зле на Харлоу, която се разболява и от грип. Тя трябвало да посети 22 събития за 3 дни. Тя се възтановява на време, за да посети наградите Оскар с Уилям Пауъл.
Харлоу започва да се снима в последния си филм, Саратога, заедно с Кларк Гейбъл, който е бил заплануван да започне да се снима през март 1937. Обаче продукцията се преустановява след като Харлоу получава усложнения, след изваждане на всичките ѝ мъдреци наведнъж по настояване на майка ѝ. Тази операция едва не убива Харлоу. Почти два месеца по-късно Харлоу се възтановява и започва да се снима на 22-ри април 1937. Тя също се появява на корицата на списание Life на 3-ти май.
На 20-ти май 1937, докато снима Саратога, Харлоу започва да се оплаква от болежки. Нейните симптоми – умора и болки в корема, не са изглеждали сериозни на студио, които си мислели, че е болна от грип обаче. Докторът, който я преглежда не е знаел, че тя е имала слънчево изгаряне и грип миналата година. Уна Меркел, приятелка и колежка на актрисата, забелязва покачването на теглото и сивия оттенък на кожата ѝ.
На 29-ти май докато Харлоу снимала сцена в която героинята ѝ има треска, но тя определено е била по-болна от героинята си. Между дублите на филма тя казва на Кларк Гейбъл, че се чувства ужасно и го моли да я придружи до гримьорната ѝ. След това тя се чувствала толкова зле, че се наложило да се прибере вкъщи, това се случило за първи  път в нейната кариера.
Тя остава вкъщи под наблюдението на две медицински сестри и медицинско оборудване до 6-ти юни 1937. Здравословното състояние на Харлоу вече е забавяло заснемането на три филма (Wife vs. Secretary, Suzy, and Libeled Lady). Първоначално е нямало голямо притеснение за състоянието на актрисата. На 2-ри юни е било обявено, че е имала грип. Доктор Ернест Фишбау я диагностицира, че има възпален жлъчен мехур. На 3-ти юни Мама Джийн казва на MGM, че Харлоу се чувства по-добре и се очаква да се завърне на снимачната площадка на 7-ми юни 1937. Във вестниците тогава постоянно са пишели противоречиви заглавия от ,,Харлоу тежко болна'' до ,,Харлоу се възтановява от тежко заболяване''. Когато Харлоу не се връща на работа, Гейбъл се притеснява за нея и я посещава и отбелязва, че дъхът и миршел на урина, когато я целува и е била подута – знаци на бъбречна недостатъчност.
Доктор Леланд Чапмън е бил повикан да даде второ мнение относно състоянието на Харлоу. Чапмън разбира, че Харлоу не страда от възпален жлъчен мехур, а от последна фаза на бъбречна недостатъчност. На 6-ти юни 1937 Харлоу казва, че не можела да види ясно, когато я питат колко пръсти и показват.
Същата вечер тя е отведена в болница Гут Самаритан в Л.А., където тя изпада в кома. На следващия ден в 11:37 Харлоу умира в болницата на 26 годишна възраст. В изявленията на пресата на докторите определят причина за смъртта и церебрална едема, усложнение от бъбречна недостатъчност.
Години наред слухове гъмжат относно смъртта на Харлоу. Някои твърдят, че майка ѝ е отхвърлила клинично лечение заради религиозните си вярвания, което се опровергава.
Харлоу страда от скарлатина, когато е на 15 и се предполага, че е страдала от гломерулонефроза, която е довела до високо кръвно налягане и до бъбречната недостатъчност.
Един MGM писател казва: ,,Него ден бейби си отиде.. нямаше нито един звук в студиото 3 часа''. Спенсър Трейси написва в дневника си ,,Джийн Харлоу умря. Голямо момиче''
Харлоу е погребана във Форест Лоун Мемориал Парк в Глендейл в ковчег от разноцветен мрамор, за който Уилям Пауъл плаща $25 000 ($450 000 в днешни пари). Тя е погребана с розовата рокля, която носи в последния си филм ,,Саратога''. На надписа пише 'Our Baby'' (на бълг. ,,нашето бебе'').
До нейният гроб е оставено място за Уилям Пауъл и Мама Джийн. Майката на Харлоу е погребана там през 1958, но Пауъл се жени за актрисата Дайана Люис през 1940. След смъртта си през 1984 той е кремиран и неговите мощи са погребани в Дезърт Мемориал Парк в Катидрал сити, Калифорния.
MGM планират да заместят Харлоу в Саратога или с Джийн Артър, или Вирджиния Брус, но заради възраженията на публиката, филмът бива завършен с три дубльорки (Мери Дийс за приближените кадри, Джералдин Джорак за отдалечените кадри и Пола Уинслоу за озвучаването на гласа на Харлоу) и пренаписване на някои сцени без нея. Филмът излиза на 23-ти юли 1937, по малко от 2 месеца след смъртта на Харлоу и става хит сред публиката. Филмът печели $3.3 милиона в цял свят и става най-успешният филм на MGM същата година и най-печелившият филм на Харлоу в 9-годишната ѝ кариера.

## Избрана филмография
| година | филм                | роля                 | компания            |
| ------ | ------------------- | -------------------- | ------------------- |
| 1933   | Dinner at eight     | Кити Пакард          | MGM                 |
| 1930   | Hell's Angels       | Хелън                | Caddo Company, Inc. |
| 1932   | Red Dust            | Вантайн              | MGM                 |
| 1932   | Red-Headed Woman    | Ред                  | MGM                 |
| 1936   | Libeled Lady        | Гладис Бентън        | MGM                 |
| 1936   | Wife v.s. Secretary | Хелън 'Уити'' Уилсън | MGM                 |
| 1933   | Bombshell           | Лола Бърнс           | MGM                 |